# Okręg Blenio
Blenio (wł. Distretto di Blenio, hist. Landvogtei Bollenz) – okręg w Szwajcarii, w kantonie Ticino. Siedziba administracyjna okręgu znajduje się w miejscowości Acquarossa. 
Okręg składa się z trzech powiatów (circolo), w skład których wchodzą trzy gminy (comune) o powierzchni 360,58 km² i o liczbie mieszkańców 5 634.

## Powiaty
1. Acquarossa
2. Malvaglia
3. Olivone